# Simona Slanička
Simona Slanička (* 1967 in Prag) ist eine Schweizer Historikerin tschechoslowakischer Abstammung.

## Leben
Simona Slanička studierte 1986–1993 Geschichte und Romanistik in Basel, Paris und Salamanca. 1994–1998 war sie Assistentin am Lehrstuhl für Geschichte des Mittelalters an der Universität Basel, wo sie 1998 auch promoviert wurde. 2000–2008 hatte sie eine Assistenz am Lehrstuhl für Geschichte der Frühen Neuzeit an der Universität Bielefeld, wo sie – gefördert durch ein Lise-Meitner-Habilitationsstipendium Nordrhein-Westfalen – auch an einem Habilitationsprojekt arbeitete. Seit 2001 bekleidet sie eine Förderprofessur des Schweizerischen Nationalfonds an der Universität Bern.
Schwerpunkte ihrer Forschertätigkeit bilden die historische Bildwissenschaft, die Geschichte der Männlichkeit, Bastarde, Hybride, Mischlinge als symbolische Form in Literatur und Geschichte, Mittelalter in der Populärkultur, Adelsgeschichte, die Geschichte Frankreichs, vom 13. bis ins 17. Jahrhundert, die italienische Renaissance und Korruption im europäischen Vergleich im Mittelalter und in der Frühen Neuzeit.